# Prosta entalpija
Pròsta entalpíja, Gibbsova fúnkcija [gíbsova ~] ali Gibbsova pròsta energíja [gíbsova ~ ~] (oznaka G) je termodinamski potencial, definiran kot razlika med entalpijo H ter zmnožkom temperature T in entropije S:
{\displaystyle G=H-TS\!\,.}
Prosta entalpija doseže minimum v ravnovesnem stanju v termodinamskih sistemih pri stalnem tlaku in stalni temperaturi.